# Như có Bác trong ngày đại thắng
"Như có Bác trong ngày đại thắng" là một bài hát nhạc đỏ được sáng tác bởi bởi nhạc sĩ người Việt Nam Phạm Tuyên. Bài hát ra đời trong bối cảnh công cuộc Giải phóng miền Nam, thống nhất đất nước năm 1975 diễn ra thành công ở Việt Nam và nhanh chóng được phổ biến rộng rãi kể từ đó. Mặc dù có tên gọi như vậy, tác phẩm vẫn thường được nhiều người Việt đề cập bằng cái tên "Như có Bác Hồ trong ngày vui đại thắng", câu hát mở đầu của bài.

## Bối cảnh và sáng tác
Đầu tháng 4 năm 1975, nhạc sĩ Phạm Tuyên được Tổng Giám đốc Đài Tiếng nói Việt Nam lúc đó là Trần Lâm giao nhiệm vụ sáng tác một tác phẩm lớn để mừng ngày chiến thắng 30 tháng 4 sắp đến. Ông đã chuẩn bị và phác thảo xong một bản hợp xướng gồm bốn chương: "Miền Bắc lũy thép", "Miền Nam thành đồng", "Tiến công và nổi dậy" và "Toàn thắng". Tuy nhiên, ông đã gác lại việc hoàn thành bản hợp xướng vì cho rằng "nếu đất nước giải phóng, người dân sẽ đổ ra đường chứ chẳng ai ở nhà mà nghe hợp xướng cả".
Đêm 28 tháng 4, sau khi nghe bản tin cuối cùng của đài có tin phi công Nguyễn Thành Trung ném bom Sân bay Tân Sơn Nhất, chỉ trong chưa đầy hai tiếng đồng hồ từ 21h30 đến 23h, ông đã viết xong bài hát "Như có Bác trong ngày đại thắng". Mặc dù vậy, bài hát chỉ được hội đồng duyệt nhạc của đài thông qua và đưa vào kế hoạch dàn dựng, thu thanh phục vụ kỷ niệm chiến thắng Điện Biên Phủ vào ngày 7 tháng 5 vì có ý kiến cho rằng bài hát quá đơn giản và có phần "lạc quan tếu".
Trưa ngày 30 tháng 4, sau khi nhận được tin miền Nam hoàn toàn được giải phóng, Phạm Tuyên đã được Tổng Giám đốc Trần Lâm triệu tập và đề nghị  thu thanh ngay bài hát để phát trong bản tin đặc biệt vào chiều cùng ngày. Bài hát nhanh chóng được đưa cho dàn hợp xướng 40 người của đài tập luyện dưới sự chỉ huy của nhạc trưởng Cao Việt Bách. Đúng 5 giờ chiều hôm đó, bài hát đã chính thức được phát đi trong chương trình thời sự đặc biệt công bố tin giải phóng miền Nam trước toàn thể người dân.
Nói về bài hát của mình, tác giả đã tâm sự: "Lời bài hát như là tiếng lòng, là ước vọng bao nhiêu lâu mình mong ước, có không biết bao nhiêu người cảm động và khóc khi hát vang khúc ca này. Và cảm giác bài hát như có sẵn rồi, không phải là tôi viết thì sẽ là một nhạc sĩ khác của dân tộc viết ra nó".
Trong một lần, khi được một người đồng nghiệp Nhật Bản hỏi: "Ông sáng tác ca khúc trong thời gian bao lâu?", nhạc sĩ Phạm Tuyên trả lời: "Chỉ có 2 giờ. Nói đúng hơn là chỉ có 2 giờ cho cả cuộc đời".

## Đón nhận và phổ biến
Với giai điệu giản dị, gần gũi, lời ca ngắn gọn, súc tích, cả nhan đề và lời đúng 60 từ, chính vì vậy bài hát được phổ biến một cách rộng rãi ở Việt Nam, được rất nhiều người dân biết đến và hát trong những ngày lễ, kỉ niệm lớn hay trong những dịp đội tuyển bóng đá Việt Nam giành chiến thắng.
Bài hát cũng đã vượt ra khỏi biên giới Việt Nam để lan tỏa ở nhiều nước như Nga, Đức, Cuba, Trung Quốc... Đặc biệt từ năm 1979, Hội Âm nhạc lao động Nhật Bản đã dịch bài hát ra tiếng Nhật và in phổ biến xuống tận 49 tỉnh thành, tờ Lettre du CAEF của Pháp cũng đã in nguyên bản tác phẩm.
Với việc sáng tác ca khúc Như có Bác trong ngày đại thắng, nhạc sĩ Phạm Tuyên đã được Nhà nước trao tặng Huân chương Lao động để ghi nhận những công lao đóng góp của ông. Trong tấm bằng huân chương do Chủ tịch Hội đồng Nhà nước Trường Chinh ký cũng có ghi: "Thưởng nhạc sĩ Phạm Tuyên – Phó Chủ tịch Hội đồng nghệ thuật Ủy ban Phát thanh – Truyền hình Việt Nam đã có thành tích xuất sắc trong việc sáng tác bài hát Như có Bác Hồ trong ngày vui Đại thắng – góp phần cổ vũ kịp thời cho ngày Giải phóng miền Nam, thống nhất Tổ quốc". Kỷ niệm 1 năm kết thúc chiến tranh, Đại tướng Quân đội nhân dân Việt Nam Đại tướng Võ Nguyên Giáp đã lấy tên bài hát để đặt tên cho một bài viết của ông trên báo Nhân dân, nêu bật ý nghĩa của chiến thắng vĩ đại ấy.

## Lời bài hát
| “ | Như có Bác Hồ trong ngày vui đại thắng Lời Bác nay đã thành chiến thắng huy hoàng. Ba mươi năm đấu tranh giành toàn vẹn non sông. Ba mươi năm dân chủ cộng hòa kháng chiến đã thành công. Việt Nam - Hồ Chí Minh. | ” |